# Micromus variolosus
Micromus variolosus är en insektsart som beskrevs av Hagen 1886. Micromus variolosus ingår i släktet Micromus och familjen florsländor. Inga underarter finns listade i Catalogue of Life.